# Baltic Cup de 2017
Baltic Cup de 2017 foi o sexto evento do Grand Prix Júnior de 2017–18 e a nona vez que a Polônia sediou o Grand Prix ISU Júnior. A competição foi disputada entre os dias 4 de outubro e 7 de outubro, na cidade de Gdańsk, Polônia. Os patinadores ganham pontos para se qualificar para a final do Grand Prix Júnior de 2017–18.

## Eventos
- Individual masculino
- Individual feminino
- Duplas
- Dança no gelo

## Medalhistas
| Evento                        | Ouro                                                   | Prata                                              | Bronze                                         |
| Individual masculino detalhes | Alexey Erokhov · Rússia                                | Camden Pulkinen · Estados Unidos                   | Conrad Orzel · Canadá                          |
| Individual feminino detalhes  | Alena Kostornaia · Rússia                              | Daria Panenkova · Rússia                           | Rino Kasakake · Japão                          |
| Duplas detalhes               | Ekaterina Alexandrovskaya · Harley Windsor · Austrália | Daria Pavliuchenko · Denis Khodykin · Rússia       | Anastasia Poluianova · Dmitry Sopot · Rússia   |
| Dança no gelo detalhes        | Anastasia Skoptcova · Kirill Aleshin · Rússia          | Elizaveta Khudaiberdieva · Nikita Nazarov · Rússia | Caroline Green · Gordon Green · Estados Unidos |

## Resultados

### Individual masculino
| Pos.              | Nome                | Nacionalidade    | Pontos | PC         | PL          |
| ----------------- | ------------------- | ---------------- | ------ | ---------- | ----------- |
| Medalha de ouro   | Alexey Erokhov      | Rússia           | 221.89 | 78.83 (1)  | 143.06 (1)  |
| Medalha de prata  | Camden Pulkinen     | Estados Unidos   | 209.35 | 68.52 (4)  | 140.83 (2)  |
| Medalha de bronze | Conrad Orzel        | Canadá           | 196.05 | 61.07 (9)  | 134.98 (3)  |
| 4                 | Luc Economides      | França           | 195.96 | 71.04 (3)  | 124.92 (6)  |
| 5                 | Igor Efimchuk       | Rússia           | 194.44 | 66.48 (5)  | 127.96 (5)  |
| 6                 | Matteo Rizzo        | Itália           | 192.79 | 74.51 (2)  | 118.28 (10) |
| 7                 | Koshiro Shimada     | Japão            | 190.46 | 59.47 (12) | 130.99 (4)  |
| 8                 | Hao Yan             | China            | 182.56 | 65.64 (6)  | 116.92 (11) |
| 9                 | Jiří Bělohradský    | República Tcheca | 181.52 | 61.13 (8)  | 120.39 (7)  |
| 10                | Mark Gorodnitsky    | Israel           | 175.29 | 56.96 (13) | 118.33 (9)  |
| 11                | Aleksandr Selevko   | Estônia          | 174.27 | 54.95 (15) | 119.32 (8)  |
| 12                | Dinh Tran           | Estados Unidos   | 172.91 | 60.53 (10) | 112.38 (12) |
| 13                | Kai Xiang Chew      | Malásia          | 171.93 | 61.81 (7)  | 110.12 (13) |
| 14                | Nurullah Sahaka     | Suíça            | 157.81 | 50.05 (18) | 107.76 (14) |
| 15                | Ivan Shmuratko      | Ucrânia          | 156.61 | 60.30 (11) | 96.31 (17)  |
| 16                | Park Sung-hoon      | Coreia do Sul    | 156.02 | 50.34 (17) | 105.68 (15) |
| 17                | Kims Georgs Pavlovs | Letônia          | 152.04 | 51.84 (16) | 100.20 (16) |
| 18                | Larry Loupolover    | Azerbaijão       | 147.70 | 55.59 (14) | 92.11 (20)  |
| 19                | Erik Matysiak       | Polônia          | 142.27 | 46.88 (22) | 95.39 (18)  |
| 20                | Ryszard Gurtler     | Polônia          | 139.66 | 49.23 (20) | 90.43 (21)  |
| 21                | Denis Gurdzhi       | Alemanha         | 137.92 | 49.78 (19) | 88.14 (22)  |
| 22                | Artur Panikhin      | Cazaquistão      | 137.03 | 42.22 (23) | 94.81 (19)  |
| 23                | Alexander Borovoj   | Hungria          | 130.54 | 48.20 (21) | 82.34 (24)  |
| 24                | Miłosz Witkowski    | Polônia          | 116.87 | 33.63 (27) | 83.24 (23)  |
| 25                | Jakub Kršňák        | Eslováquia       | 107.55 | 37.85 (24) | 69.70 (25)  |
| 26                | Alp Eren Özkan      | Turquia          | 100.19 | 36.95 (25) | 63.24 (26)  |
| 27                | Mikalai Kazlou      | Bielorrússia     | 97.40  | 35.49 (26) | 61.91 (27)  |
| 28                | Nikhil Pingle       | Índia            | 64.11  | 21.91 (28) | 42.20 (28)  |

### Individual feminino
| Pos.              | Nome                       | Nacionalidade    | Pontos | PC         | PL         |
| ----------------- | -------------------------- | ---------------- | ------ | ---------- | ---------- |
| Medalha de ouro   | Alena Kostornaia           | Rússia           | 197.91 | 69.16 (1)  | 128.75 (2) |
| Medalha de prata  | Daria Panenkova            | Rússia           | 196.55 | 65.64 (2)  | 130.91 (1) |
| Medalha de bronze | Rino Kasakake              | Japão            | 170.90 | 59.35 (3)  | 111.55 (3) |
| 4                 | Lim Eun-soo                | Coreia do Sul    | 162.58 | 58.60 (4)  | 103.98 (5) |
| 5                 | Emmy Ma                    | Estados Unidos   | 155.86 | 52.41 (6)  | 103.45 (6) |
| 6                 | Akari Matsubara            | Japão            | 154.34 | 49.10 (7)  | 105.24 (4) |
| 7                 | Anastasiia Arkhipova       | Ucrânia          | 152.51 | 57.64 (5)  | 94.87 (8)  |
| 8                 | Kristina Škuleta-Gromova   | Estônia          | 138.12 | 42.43 (14) | 95.69 (7)  |
| 9                 | Aurora Cotop               | Canadá           | 133.64 | 48.70 (8)  | 84.94 (12) |
| 10                | Chen Hongyi                | China            | 133.22 | 42.61 (13) | 90.61 (9)  |
| 11                | Vera Stolt                 | Finlândia        | 130.10 | 44.00 (10) | 86.10 (11) |
| 12                | Ann-Christin Marold        | Alemanha         | 128.02 | 37.81 (21) | 90.21 (10) |
| 13                | Aliaksandra Chepeleva      | Bielorrússia     | 119.44 | 42.81 (12) | 76.63 (13) |
| 14                | Chloe Ing                  | Singapura        | 117.64 | 43.12 (11) | 74.52 (15) |
| 15                | Noemie Bodenstein          | Suíça            | 117.16 | 40.71 (16) | 76.45 (14) |
| 16                | Paulina Ramanauskaitė      | Lituânia         | 115.52 | 41.74 (15) | 73.78 (16) |
| 17                | Lisa Lager                 | Suécia           | 110.93 | 38.48 (20) | 72.45 (17) |
| 18                | Heloise Pitot              | França           | 110.58 | 44.03 (9)  | 66.55 (21) |
| 19                | Joanna So                  | Hong Kong        | 109.93 | 39.93 (19) | 70.00 (19) |
| 20                | Maya Gorodnitsky           | Israel           | 109.38 | 40.58 (18) | 68.80 (20) |
| 21                | Oliwia Rzepiel             | Polônia          | 108.56 | 36.86 (23) | 71.70 (18) |
| 22                | Kim Cheremsky              | Azerbaijão       | 106.91 | 40.63 (17) | 66.28 (22) |
| 23                | Jelizaveta Mincenko        | Letônia          | 102.61 | 37.33 (22) | 65.28 (23) |
| 24                | Daria Jakab                | Hungria          | 99.92  | 35.84 (25) | 64.08 (25) |
| 25                | Natálie Kratěnová          | República Tcheca | 98.10  | 33.93 (28) | 64.17 (24) |
| 26                | Anna Ivancenco             | Moldávia         | 96.05  | 34.30 (27) | 61.75 (26) |
| 27                | Nina Letenayova            | Eslováquia       | 95.25  | 36.22 (24) | 59.03 (30) |
| 28                | Ellen Yu                   | Noruega          | 94.00  | 32.61 (29) | 61.39 (27) |
| 29                | Magdalena Zawadzka         | Polônia          | 93.24  | 31.99 (30) | 61.25 (28) |
| 30                | Paulina Hryniewicz         | Polônia          | 90.04  | 30.11 (33) | 59.93 (29) |
| 31                | Eva Iakovleva              | Quirguistão      | 89.66  | 35.79 (26) | 53.87 (32) |
| 32                | Anastassiya Khvan          | Cazaquistão      | 86.81  | 31.87 (31) | 54.94 (31) |
| 33                | Aina Sorfina Mohd Aminudin | Malásia          | 81.27  | 27.94 (35) | 53.33 (33) |
| 34                | Mariya Filippova           | Uzbequistão      | 80.24  | 30.23 (32) | 50.01 (34) |
| 35                | Nevena Mihajlović          | Sérvia           | 77.11  | 29.13 (34) | 47.98 (36) |
| 36                | Ishita Kapoor              | Índia            | 68.17  | 20.17 (37) | 48.00 (35) |
| 37                | Sophia Kammann             | Luxemburgo       | 67.95  | 26.64 (36) | 41.31 (37) |

### Duplas
| Pos.              | Nome                                       | Nacionalidade    | Pontos | PC         | PL         |
| ----------------- | ------------------------------------------ | ---------------- | ------ | ---------- | ---------- |
| Medalha de ouro   | Ekaterina Alexandrovskaya / Harley Windsor | Austrália        | 167.26 | 61.00 (1)  | 106.26 (1) |
| Medalha de prata  | Daria Pavliuchenko / Denis Khodykin        | Rússia           | 164.80 | 59.99 (2)  | 104.81 (2) |
| Medalha de bronze | Anastasia Poluianova / Dmitry Sopot        | Rússia           | 159.18 | 56.81 (3)  | 102.37 (3) |
| 4                 | Gao Yumeng / Xie Zhong                     | China            | 155.11 | 53.76 (5)  | 101.35 (4) |
| 5                 | Audrey Lu / Misha Mitrofanov               | Estados Unidos   | 150.65 | 51.53 (6)  | 99.12 (5)  |
| 6                 | Polina Kostiukovich / Dmitrii Ialin        | Rússia           | 146.45 | 54.43 (4)  | 92.02 (6)  |
| 7                 | Sui Jiaying / Guo Yunzhi                   | China            | 141.11 | 49.13 (8)  | 91.98 (7)  |
| 8                 | Talisa Thomalla / Robert Kunkel            | Alemanha         | 138.64 | 48.91 (9)  | 89.73 (8)  |
| 9                 | Zhang Yuyao / Jia Ziqi                     | China            | 131.77 | 50.77 (7)  | 81.00 (10) |
| 10                | Riku Miura / Shoya Ichihashi               | Japão            | 127.72 | 46.14 (12) | 81.58 (9)  |
| 11                | Alexandria Yao / Jacob Simon               | Estados Unidos   | 126.32 | 45.93 (13) | 80.39 (11) |
| 12                | Lori-Ann Matte / Thierry Ferland           | Canadá           | 123.88 | 47.97 (10) | 75.91 (13) |
| 13                | Isabella Gámez / Ton Consul                | Espanha          | 121.54 | 41.88 (15) | 79.66 (12) |
| 14                | Chloe Panetta / Steven Lapointe            | Canadá           | 119.83 | 45.49 (14) | 74.34 (14) |
| 15                | Cléo Hamon / Denys Strekalin               | França           | 119.21 | 47.69 (11) | 71.52 (15) |
| 16                | Greta Crafoord / John Crafoord             | Suécia           | 112.83 | 41.33 (16) | 71.50 (16) |
| 17                | Gabrielle Levesque / Pier-Alexandre Hudon  | Canadá           | 110.46 | 40.47 (17) | 69.99 (17) |
| 18                | Edita Horňáková / Radek Jakubka            | República Tcheca | 99.19  | 39.59 (18) | 59.60 (18) |

### Dança no gelo
| Pos.              | Nome                                       | Nacionalidade    | Pontos | DC         | DL         |
| ----------------- | ------------------------------------------ | ---------------- | ------ | ---------- | ---------- |
| Medalha de ouro   | Anastasia Skoptcova / Kirill Aleshin       | Rússia           | 150.78 | 64.63 (1)  | 86.15 (1)  |
| Medalha de prata  | Elizaveta Khudaiberdieva / Nikita Nazarov  | Rússia           | 133.85 | 59.03 (2)  | 74.82 (3)  |
| Medalha de bronze | Caroline Green / Gordon Green              | Estados Unidos   | 131.23 | 55.43 (3)  | 75.80 (2)  |
| 4                 | Olivia Mcisaac / Elliott Graham            | Canadá           | 122.40 | 53.44 (5)  | 68.96 (6)  |
| 5                 | Darya Popova / Volodymyr Byelikov          | Ucrânia          | 122.19 | 54.96 (4)  | 67.23 (7)  |
| 6                 | Emiliya Kalehanova / Uladzislau Palkhouski | Bielorrússia     | 121.31 | 49.16 (8)  | 72.15 (4)  |
| 7                 | Seungyun Han / Grayson Lochhead            | Canadá           | 120.55 | 51.15 (6)  | 69.40 (5)  |
| 8                 | Julia Wagret / Mathieu Couyras             | França           | 114.58 | 51.08 (7)  | 63.50 (10) |
| 9                 | Ning Wanqi / Wang Chao                     | China            | 114.41 | 48.29 (9)  | 66.12 (9)  |
| 10                | Emma Gunter / Caleb Wein                   | Estados Unidos   | 111.81 | 45.39 (12) | 66.42 (8)  |
| 11                | Guostė Damulevičiūtė / Deividas Kizala     | Lituânia         | 108.56 | 46.54 (10) | 62.02 (11) |
| 12                | Natálie Taschlerová / Filip Taschler       | República Tcheca | 105.33 | 46.05 (11) | 59.28 (13) |
| 13                | Sabrina Bittner / Andrej Lebed             | Alemanha         | 101.41 | 43.88 (13) | 57.53 (15) |
| 14                | Gaukhar Nauryzova / Boyisangur Datiev      | Cazaquistão      | 100.47 | 39.92 (16) | 60.55 (12) |
| 15                | Olexandra Borysova / Cezary Zawadzki       | Polônia          | 99.39  | 40.84 (14) | 58.55 (14) |
| 16                | Yohanna Broker / Yann Thayalan             | Polônia          | 97.52  | 40.44 (15) | 57.08 (16) |
| 17                | Gioia Pucci / Kevin Ojala                  | Estônia          | 87.67  | 37.22 (17) | 50.45 (17) |
| 18                | Lorena Bubcso / Alfred Soregi-Niksz        | Hungria          | 73.59  | 32.69 (18) | 40.90 (18) |
| 19                | Julia Kim / Shokhrukh Sultanov             | Uzbequistão      | 51.87  | 25.25 (19) | 26.62 (19) |

## Quadro de medalhas
| Ordem | País           | Medalha de ouro | Medalha de prata | Medalha de bronze |    | Ordem por total |
| ----- | -------------- | --------------- | ---------------- | ----------------- | -- | --------------- |
| 1     | Rússia         | 3               | 3                | 1                 | 7  | 1               |
| 2     | Austrália      | 1               |                  |                   | 1  | 3               |
| 3     | Estados Unidos |                 | 1                | 1                 | 2  | 2               |
| 4     | Canadá         |                 |                  | 1                 | 1  | 3               |
| 4     | Japão          |                 |                  | 1                 | 1  | 3               |
| TOTAL | TOTAL          | 4               | 4                | 4                 | 12 | —               |